# Heliophanus mordax
Heliophanus mordax là một loài nhện trong họ Salticidae.
Loài này thuộc chi Heliophanus. Heliophanus mordax được Octavius Pickard-Cambridge miêu tả năm 1872.